# Longepierre
Longepierre est une commune française située dans le département de Saône-et-Loire, en région Bourgogne-Franche-Comté.

## Géographie

### Climat
Pour des articles plus généraux, voir Climat de la Bourgogne-Franche-Comté et Climat de Saône-et-Loire.
En 2010, le climat de la commune est de type climat océanique dégradé des plaines du Centre et du Nord, selon une étude du Centre national de la recherche scientifique s'appuyant sur une série de données couvrant la période 1971-2000. En 2020, Météo-France publie une typologie des climats de la France métropolitaine dans laquelle la commune est exposée à un climat semi-continental et est dans la région climatique Bourgogne, vallée de la Saône, caractérisée par un bon ensoleillement (1 900 h/an), un été chaud (18,5 °C), un air sec au printemps et en été et des vents faibles.
Pour la période 1971-2000, la température annuelle moyenne est de 11 °C, avec une amplitude thermique annuelle de 17,8 °C. Le cumul annuel moyen de précipitations est de 883 mm, avec 11,5 jours de précipitations en janvier et 7,8 jours en juillet. Pour la période 1991-2020, la température moyenne annuelle observée sur la station météorologique de Météo-France la plus proche, « Pagny-le-chateau », sur la commune de Chamblanc à 10 km à vol d'oiseau, est de 11,7 °C et le cumul annuel moyen de précipitations est de 802,0 mm. 
La température maximale relevée sur cette station est de 39,6 °C, atteinte le 7 août 2003 ; la température minimale est de −17,8 °C, atteinte le 20 décembre 2009,,.
Les paramètres climatiques de la commune ont été estimés pour le milieu du siècle (2041-2070) selon différents scénarios d'émission de gaz à effet de serre à partir des nouvelles projections climatiques de référence DRIAS-2020. Ils sont consultables sur un site dédié publié par Météo-France en novembre 2022.

## Urbanisme

### Typologie
Au 1er janvier 2024, Longepierre est catégorisée commune rurale à habitat dispersé, selon la nouvelle grille communale de densité à sept niveaux définie par l'Insee en 2022.
Elle est située hors unité urbaine et hors attraction des villes,.

### Occupation des sols
L'occupation des sols de la commune, telle qu'elle ressort de la base de données européenne d’occupation biophysique des sols Corine Land Cover (CLC), est marquée par l'importance des territoires agricoles (84,9 % en 2018), une proportion identique à celle de 1990 (84,9 %). La répartition détaillée en 2018 est la suivante : terres arables (57,2 %), prairies (25,5 %), eaux continentales (7,2 %), forêts (5,2 %), zones urbanisées (2,7 %), zones agricoles hétérogènes (2,2 %). L'évolution de l’occupation des sols de la commune et de ses infrastructures peut être observée sur les différentes représentations cartographiques du territoire : la carte de Cassini (XVIIIe siècle), la carte d'état-major (1820-1866) et les cartes ou photos aériennes de l'IGN pour la période actuelle (1950 à aujourd'hui).

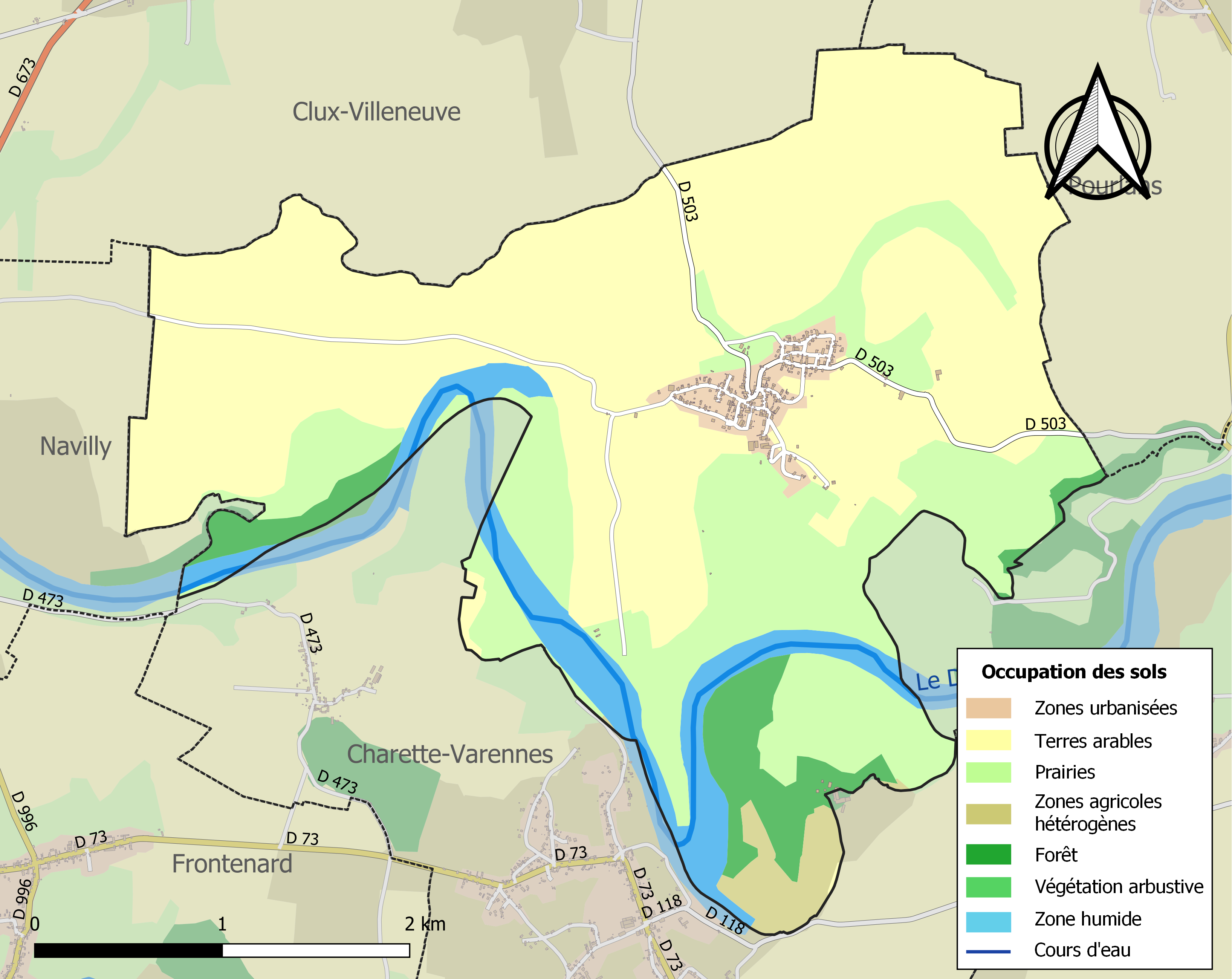
Carte des infrastructures et de l'occupation des sols de la commune en 2018 (CLC).

## Histoire
Entre 1846 et 1857, le village de Longepierre connaît une série de 25 incendies qui détruisent les deux-tiers des maisons du village. D'abord attribués à des vagabonds, ces incendies criminels semblent plutôt provenir d'une rivalité politique au sein du village, entre les partisans du maire et instituteur, Pierre Vaux, et ceux de Gallemard, un notable, sans pour autant que les auteurs aient pu être clairement identifiés.

## Politique et administration
| Période                                  | Période   | Identité        | Étiquette | Qualité  |
| ---------------------------------------- | --------- | --------------- | --------- | -------- |
| juin 1995                                | mars 2008 | Georges Charton |           | retraité |
| mars 2008                                | juin 2012 | Marc Joly       |           | retraité |
| juillet 2012                             | en cours  | Daniel Canet    |           |          |
| Les données manquantes sont à compléter. |           |                 |           |          |

## Démographie
L'évolution du nombre d'habitants est connue à travers les recensements de la population effectués dans la commune depuis 1793. Pour les communes de moins de 10 000 habitants, une enquête de recensement portant sur toute la population est réalisée tous les cinq ans, les populations de référence des années intermédiaires étant quant à elles estimées par interpolation ou extrapolation. Pour la commune, le premier recensement exhaustif entrant dans le cadre du nouveau dispositif a été réalisé en 2006.

En 2022, la commune comptait 161 habitants, en évolution de −6,4 % par rapport à 2016 (Saône-et-Loire : −1,06 %, France hors Mayotte : +2,11 %).
| 1793 | 1800 | 1806 | 1821 | 1831 | 1836 | 1841 | 1846 | 1851 |
| ---- | ---- | ---- | ---- | ---- | ---- | ---- | ---- | ---- |
| 734  | 779  | 788  | 745  | 750  | 802  | 808  | 802  | 725  |

| 1856 | 1861 | 1866 | 1872 | 1876 | 1881 | 1886 | 1891 | 1896 |
| ---- | ---- | ---- | ---- | ---- | ---- | ---- | ---- | ---- |
| 680  | 619  | 650  | 640  | 656  | 628  | 592  | 562  | 530  |

| 1901 | 1906 | 1911 | 1921 | 1926 | 1931 | 1936 | 1946 | 1954 |
| ---- | ---- | ---- | ---- | ---- | ---- | ---- | ---- | ---- |
| 524  | 500  | 494  | 449  | 425  | 413  | 386  | 355  | 311  |

| 1962 | 1968 | 1975 | 1982 | 1990 | 1999 | 2006 | 2011 | 2016 |
| ---- | ---- | ---- | ---- | ---- | ---- | ---- | ---- | ---- |
| 309  | 283  | 256  | 234  | 183  | 167  | 171  | 185  | 172  |

| 2021 | 2022 | - | - | - | - | - | - | - |
| ---- | ---- | - | - | - | - | - | - | - |
| 158  | 161  | - | - | - | - | - | - | - |

## Vie locale

### Culte
Longepierre relève de la paroisse Notre-Dame de Bresse-Finage, qui regroupe seize villages et a son siège à Pierre-de-Bresse.

## Culture locale et patrimoine

### Lieux et monuments
Sont à voir à Longepierre :
- Le site naturel dénommé le sentier de Longepierre, qui est l'un des huit sites naturels gérés en Saône-et-Loire par le Conservatoire d'espaces naturels de Bourgogne[Note 4]. Ce sentier de découverte parcourt un paysage caractéristique de la basse vallée du Doubs : prairies pâturées, haies taillées en têtards, bras mort de la rivière, grèves et berges érodées (milieux particulièrement favorables à l'installation de certains oiseaux, tel le guêpier d'Europe).
- L'église Saint-Étienne, qui a conservé son chœur ancien du XVe siècle, voûté d'ogives (dont les supports ont malheureusement été sectionnés pour permettre l'installation de lambris, aujourd'hui disparus). Y est visible un tableau du peintre Camille Bouchet réalisé en 1849 : Lapidation de saint Etienne, réinstallé début 2020 après avoir été restauré[19].
- Sous le porche de l'église, adossée au mur extérieur de la nef, une dalle funéraire du XVe siècle, classée MH en 1931, représentant Guyon Barbier et son épouse (ceux-ci ont fait don à l'église d'1/2 journal de terre à charge pour le curé de dire une messe tous les ans et de bénir leur tombe, donation remontant à 1454). Les deux époux sont représentés les mains jointes, lui, figuré avec une aumônière et, elle, avec un chapelet.
- La croix de cimetière de Longepierre, calvaire en pierre du XVIe siècle classé au titre des Monuments historiques par arrêté du 20 juillet 1908.

### Personnalités liées à la commune
Parmi les personnalités attachées à l'histoire de Longepierre figure :
- Pierre Vaux, né le 8 janvier 1821 à Ecuelles, qui fut instituteur à Longepierre de 1842 à 1850, année de sa suspension (13 mars) et de sa révocation (21 mars), pour être accusé d'être le chef des « rouges » de la commune[20]. Élu maire de Longepierre le 28 janvier 1851 mais destitué par le préfet de Saône-et-Loire, il fut accusé - à tort - d'une série de vingt-cinq incendies qui éclatèrent dans le village et fut condamné par la Cour d'assises à Chalon-sur-Saône en juin 1852, avec d'autres, aux travaux forcés à vie et déporté à Cayenne, où il arriva en septembre 1855. Il y mourut en 1875. Grâce à l'obstination de son fils, Pierre Vaux fut réhabilité le 16 décembre 1897[21].

### Héraldique
| Blason de Longepierre | Blason  | Parti : au 1er de gueules à la bande d'or, au 2e d'azur à saint Étienne d'argent. |
| Blason de Longepierre | Détails | Le statut officiel du blason reste à déterminer.                                  |

## Pour approfondir